# Sztuczna ruina w Bożkowie
Sztuczna ruina w Bożkowie – zabytkowa ruina w Bożkowie (województwo dolnośląskie).
Sztuczna ruina wzniesiona w 1800 przez Antona Aleksandra von Magnisa (1780-1817) w pałacowym parku.

## Opis
Sztuczna, romantyczna ruina zameczku z wieżą. Pierwotnie znajdowała się w niej kolekcja epitafiów (płyt nagrobnych) z XVI-XVIII w., z których pozostało pięć. Jeszcze w 1995 było osiem, a cztery leżały na ziemi. Jedna z nich przedstawiała franciszkanina Piotra Odranecza, zmarłego w 1272 r., w Kłodzku i była najstarszą płytą grobową w hrabstwie kłodzkim. Płyta została przeniesiona z Kłodzka przez hr. Magnisa, ponieważ likwidowano tam cmentarz. W murze umieszczone były również kamienne detale rzeźbiarskie z innych budowli, m.in. kartusz z herbem von Reichenbach z 1573 nad wejściem. Obecnie ocalałe płyty umieszczone w resztkach murów są niszczone przez malowidła wandali i obrzucane kamieniami, po których ślady odprysków widoczne są na płytach.

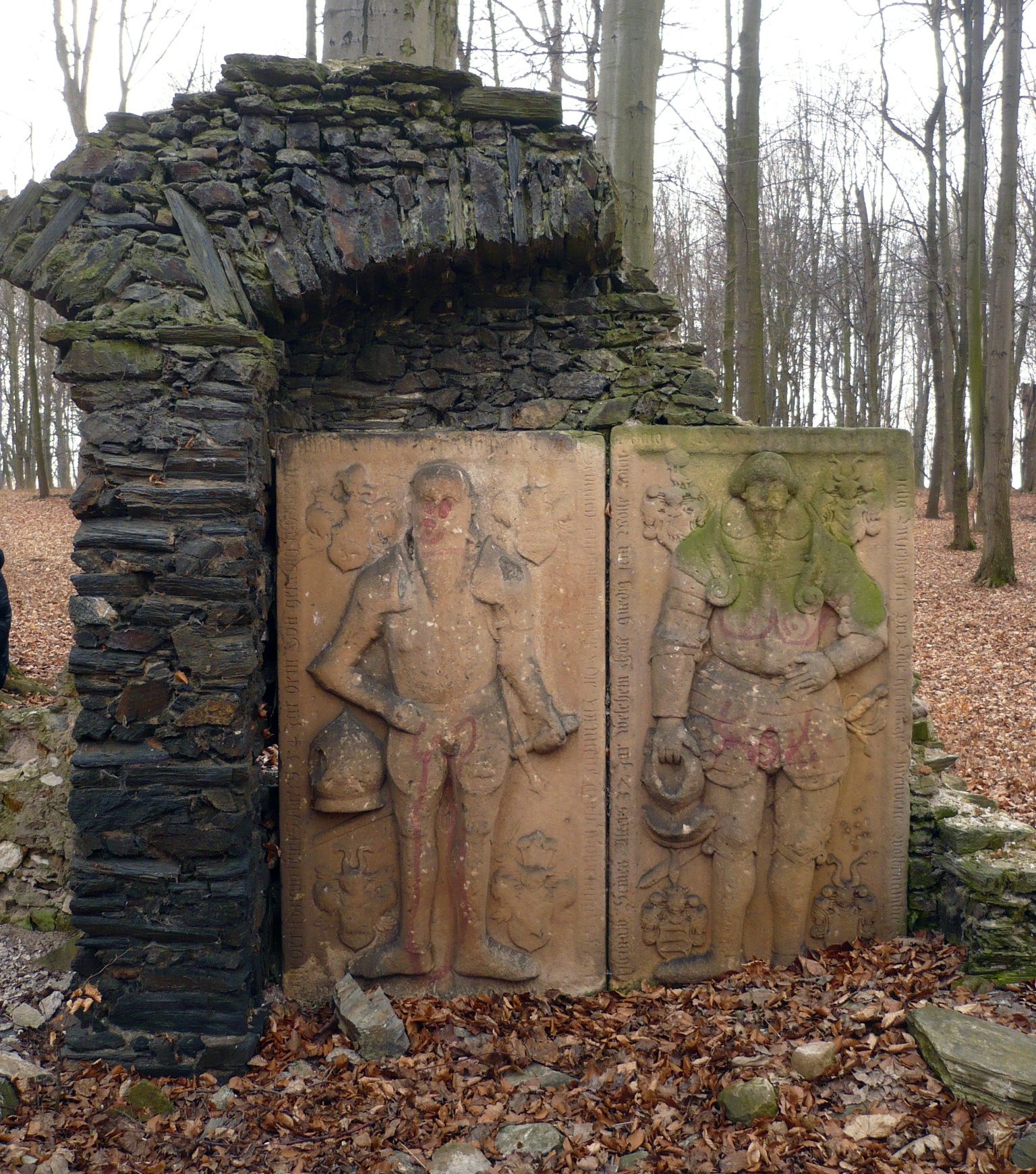
Ściana boczna

Epitafia: trzy na ścianie szczytowej i dwa na ścianie bocznej, od lewej:
1. Carolusa von Geissler (zm. 1591) z Szalejowa Górnego[2] z herbami ojcowskimi, po lewej, von: Geissler (g), Tschischwitz (d); matczynymi, po prawej, von: Ullersdorf (g), Hennigsdorf (d)[3];
2. Hedwige von Reichenbach (zm. 1571) z Rogowa Sobóckiego, żona Jacoba II von Stillfrieda (1483–1524/9) z Nowej Rudy, brata Georga II von Stillfrieda[4][5], płyta z kościoła w Ścinawce Średniej; z herbami ojcowskimi, po lewej, von: Reichenbach (g), Solnitz (d); matczynymi, po prawej, von: Reibnitz (g), Borschnitz (d)[2];
3. Elisabeth von Pannwitz (1525-1573)[6], córka Ludwika von Pannwitza (zm. 1567), właściciela Wambierzyc, żonatego z Anną baronową von Weissenbach z Wilkanowa[7]; żona Henryka von Stillfrieda Starszego (1519–1615) z Nowej Rudy[8]; płyta z Wambierzyc;  z herbami ojcowskimi, po lewej, von: Pannwitz (g), Hochberg (d); matczynymi, po prawej, von: Weissenbach (g), Berbisdorf (d)[9];
4. Konrada Donig von Zdanic (1536-1590), syn Kaspara, brat Donatha ze Ścinawki Dolnej[2]; z herbami ojcowskimi, po lewej, von: Donig (g), Schweinitz (d); matczynymi, po prawej, von: Sommerfeldt (g), Senitz (d);
5. Konrada Donig von Zdanic młodszego (1583-1620), syn Donatha ze Ścinawki Dolnej[10]; z herbami ojcowskimi, po lewej, von: Donig (g), Sommerfeldt (g); matczynymi, po prawej, von: Niemitz (g), Schweinitz (d).

Nieistniejące epitafia
1. Franza von Ullersdorf z 1575, z jego herbem przy lewej nodze[11]
2. Piotra Odranecza, franciszkanina (zm. 1272 w Kłodzku),
3. kobiety von Reibnitz zm. w 1595,
4. mężczyzny von Donig von Zdanic z 1660,
5. mężczyzny von Reibnitz (1568-1600) w stroju rycerskim,
6. mężczyzny von Schwerdorf z 1591
7. z herbami von Mettich (lg, ojciec) i von Tschischwitz (lg, matka) na górze i sentencją poniżej; po jego prawej stronie kolejne[12]:
8. dziecka z czterema herbami w rogach: von Netz (pg, matka); po jego prawej stronie kolejne:
9. dziecka w półokrągłej niszy
10. z herbem na środku von Geissler ozdobionym roślinnymi motywami wanitatywnymi i sentencją poniżej. Po lewej stronie 10.1. epitafium mężczyzny z czterema herbami w rogach; po prawej stronie 10.2. epitafium kobiety w niszy (bez herbów)[13]
11. dziewczynki z herbami von Tschischwitz (lg, ojciec) i von Pannwitz (pg, matka), znajdujące się nad otworem drzwiowym.
12. z sentencją na górze i herbem von Tscheschaw[14] na dole; po jego prawej stronie kolejne[15]:
13. z sentencją na górze i czterema herbami na środku: von Haugwitz (lg), von Tschischwitz (pg), von Zeschwitz (ld); po jego prawej stronie kolejne:
14. Heinricha von Tschischwitz[16] (bez postaci) z dwoma herbami na górze: von Tschischwitz (lg), von Mettich (pg), sentencją na środku, dwoma herbami na dole: von Haugwitz (ld), von Niemitz (pd); po jego prawej stronie kolejne:
15. Magdalene[16] z sentencją na górze i dwoma herbami na dole.
16. kartusz z herbem von Reichenbach z 1573 nad wejściem.

## Galeria epitafia i herby

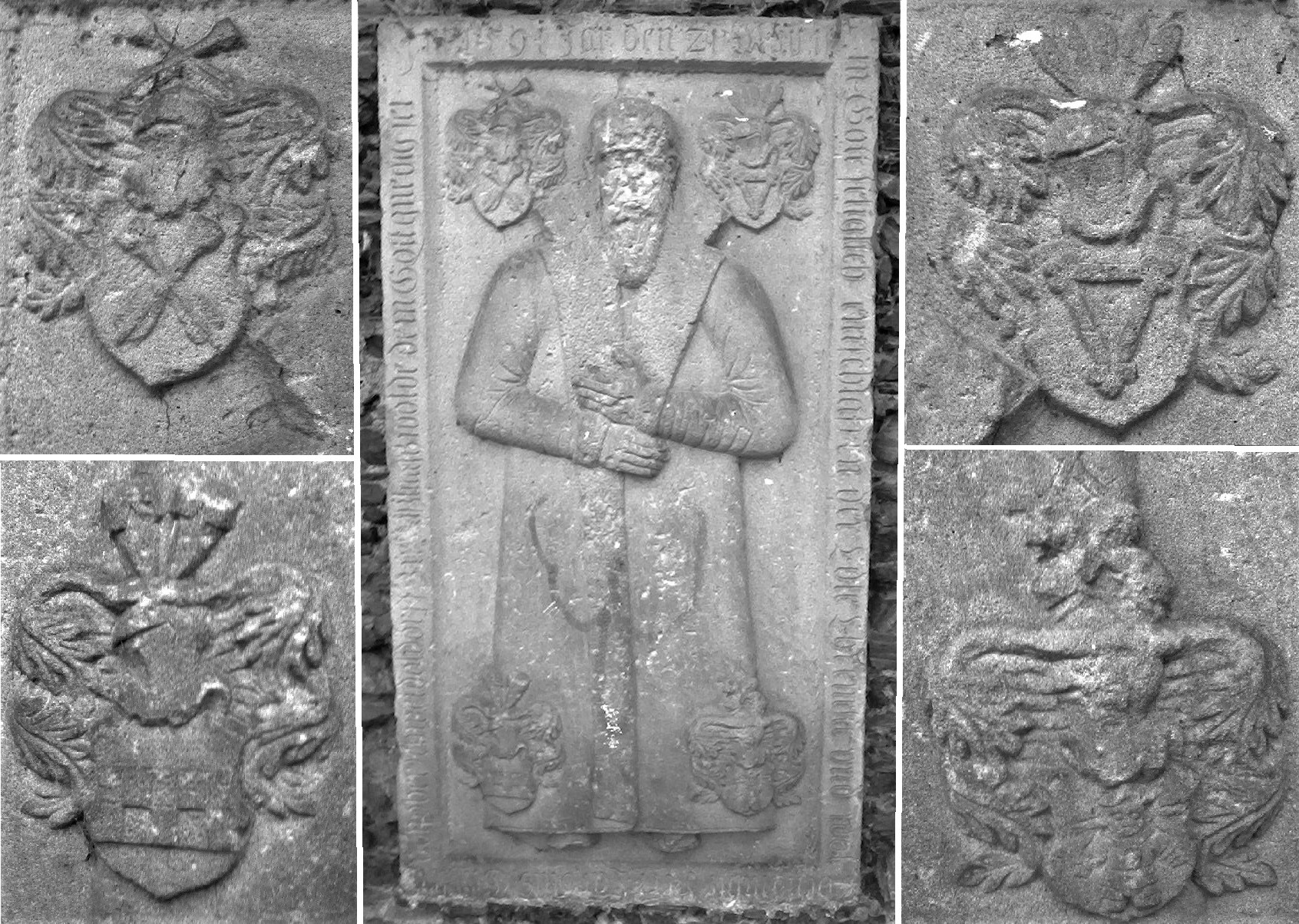
1. Geissler-herb (lg) Tschi-schwitz (ld) Ullersdorf (pg) Hennigsdorf (pd)
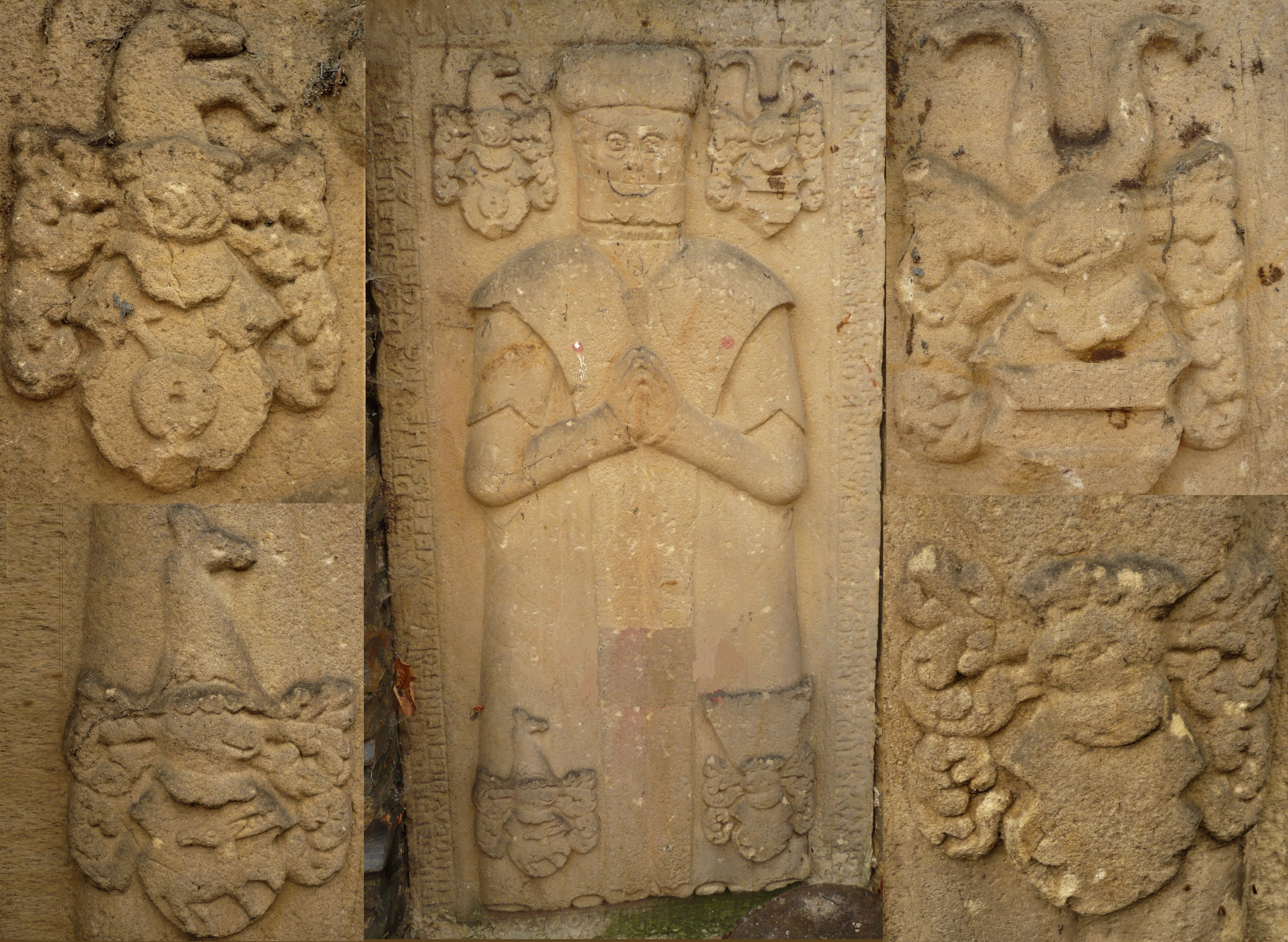
2. H. Reichenbach-herb (lg) Solnitz (ld) Reibnitz (pg) Borschnitz (pd)
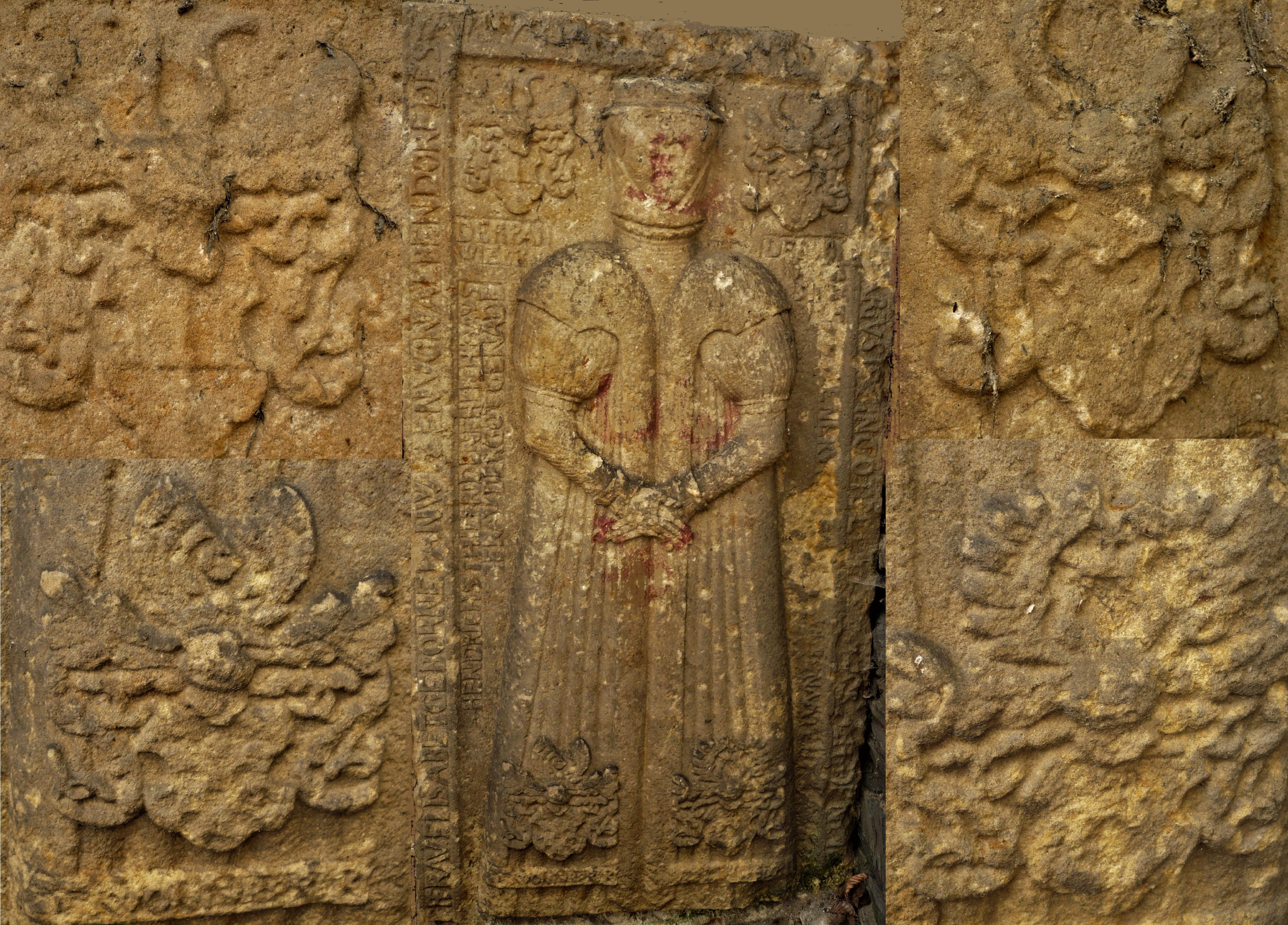
3. Pannwitz-herb (lg)[9] Hochberg (ld) Weissen-bach (pg) Berbisdorf (pd)
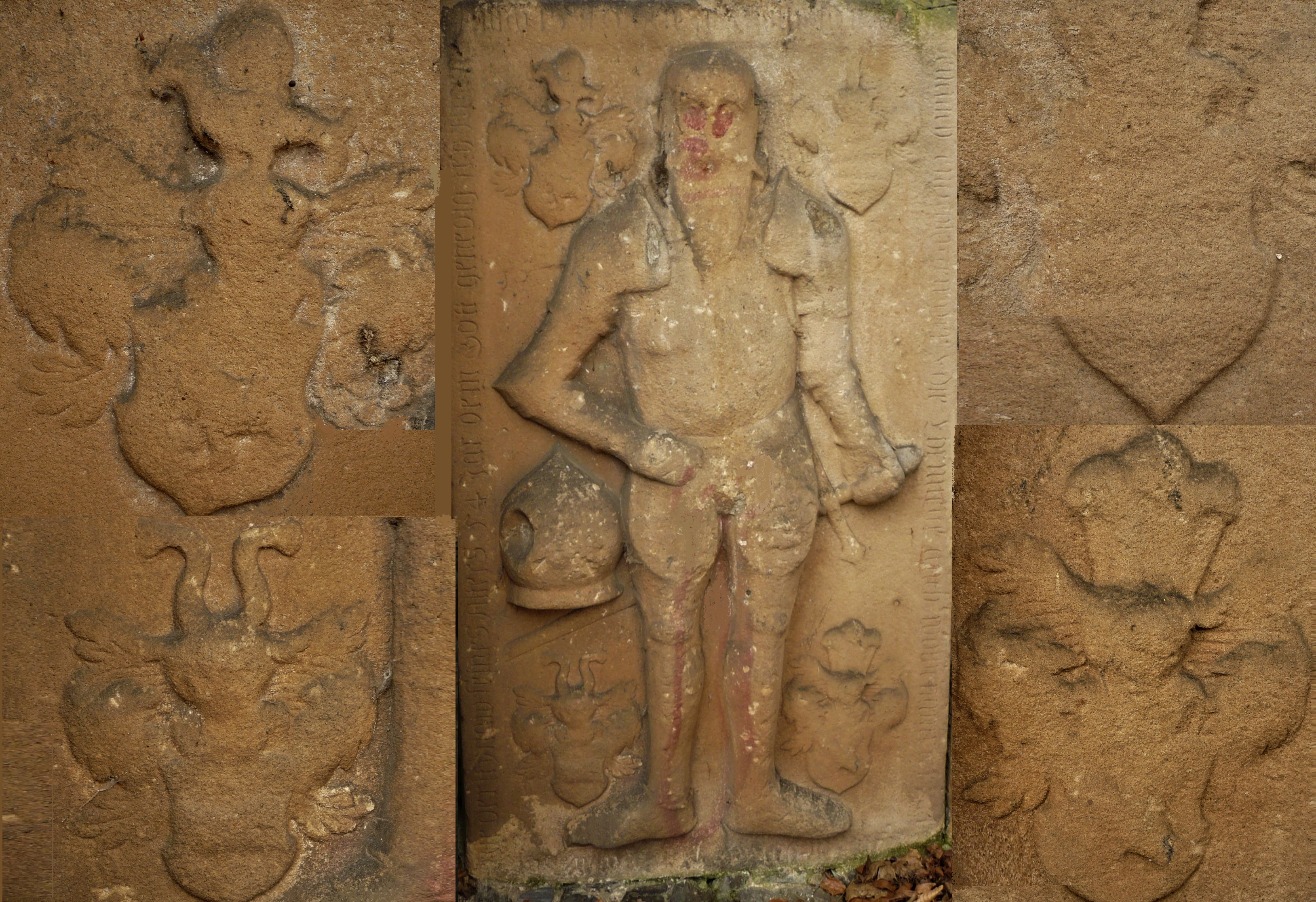
4. K. Donig-herb (lg) Schweinitz (ld) Sommer-feldt (pg) Senitz (pd)
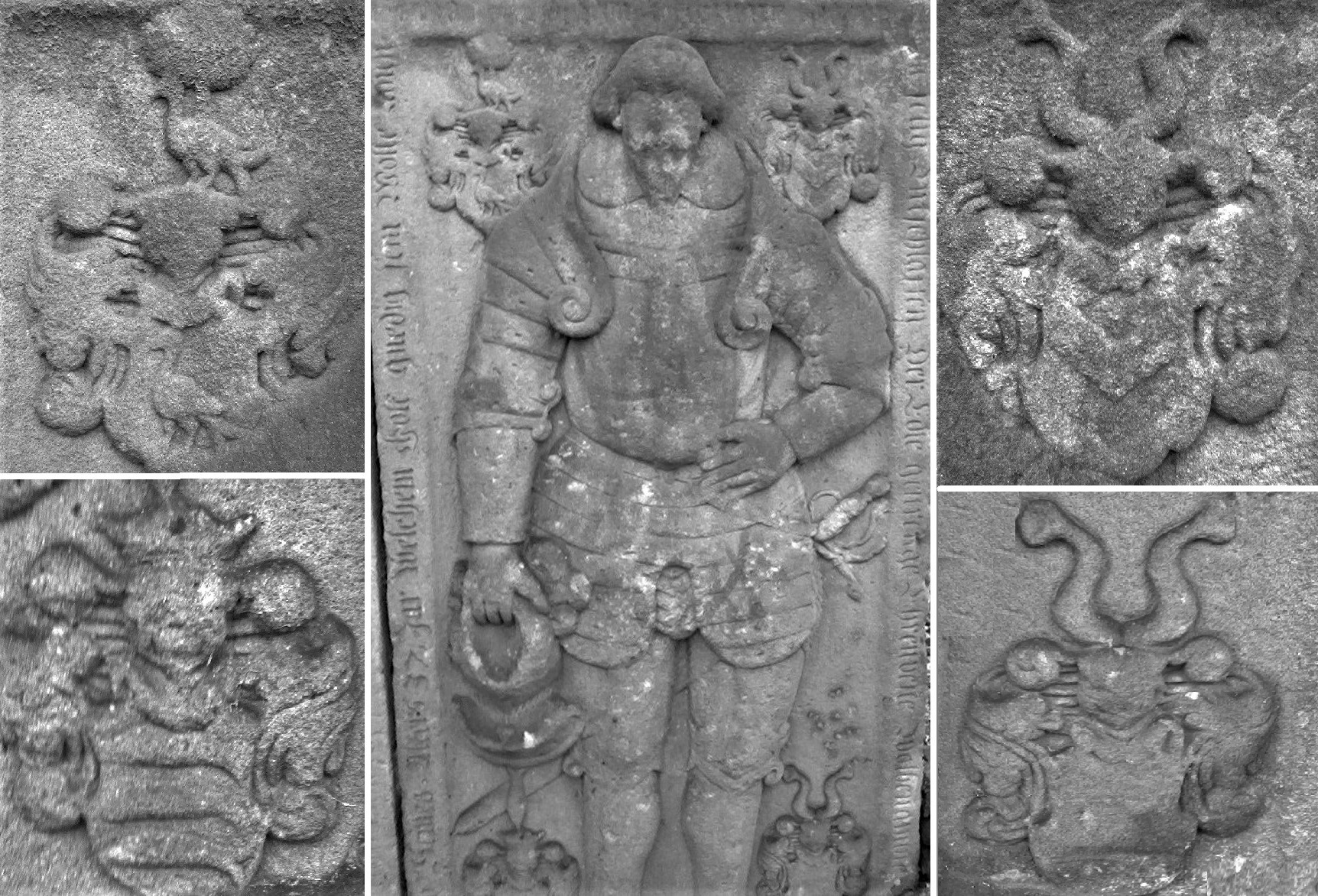
5. K. Donig mł.-herb (lg) Sommerfeldt (pg) Niemitz (pg) Schweinitz (pd)
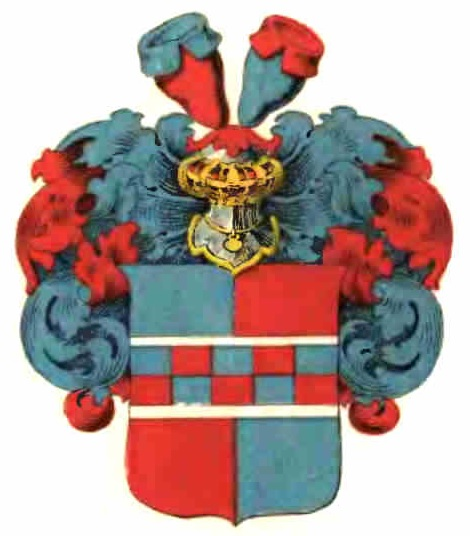
Tschischwitz
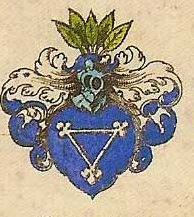
Ullersdorf
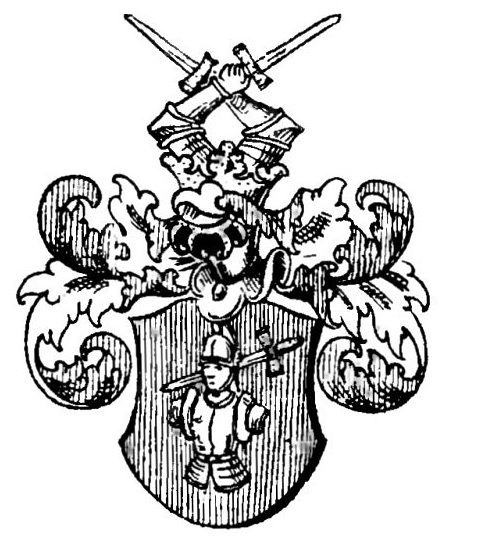
Hennigsdorf
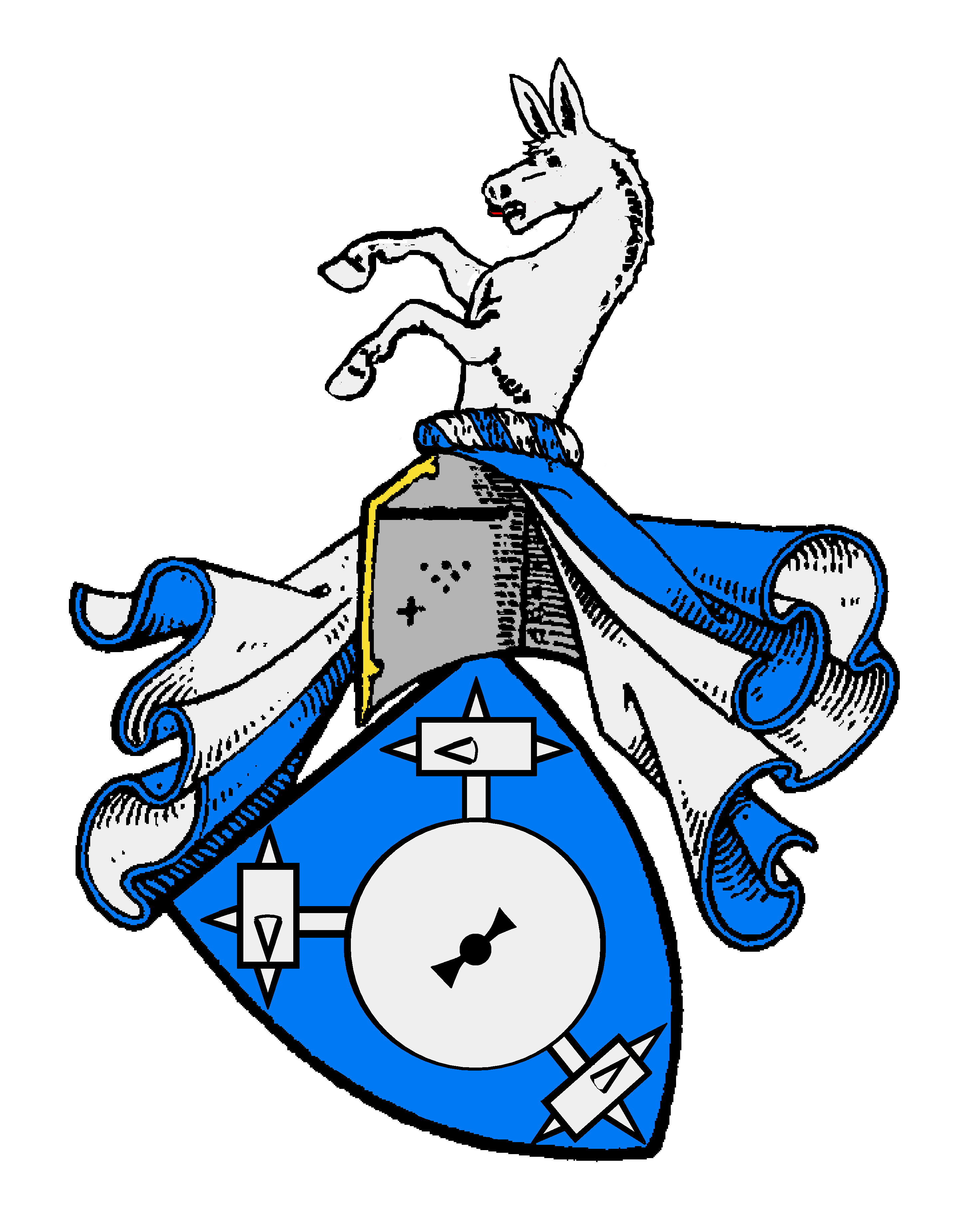
Reichenbach
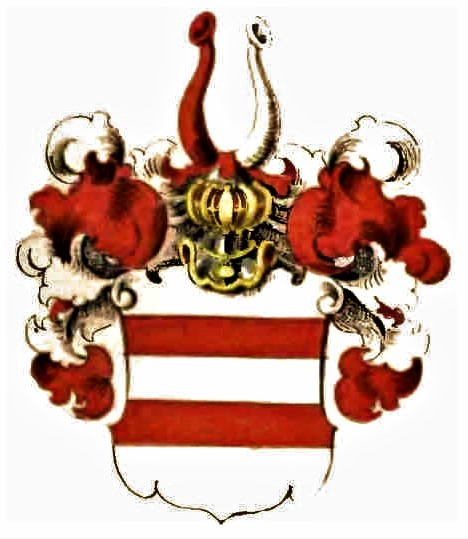
Reibnitz
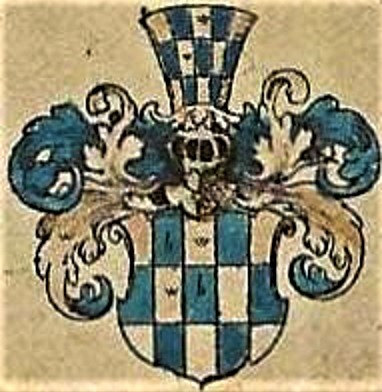
Borschnitz
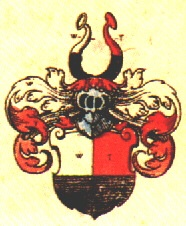
Pannwitz
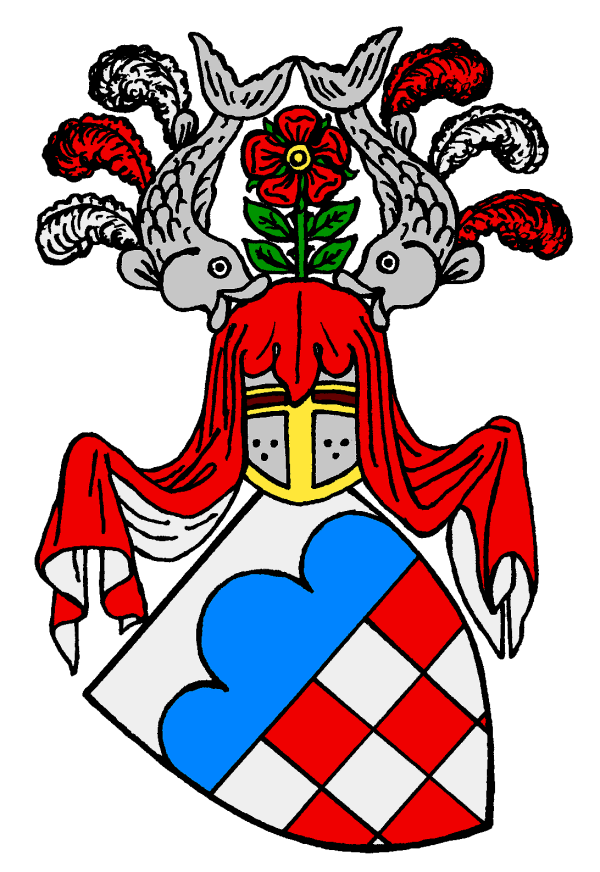
Hochberg
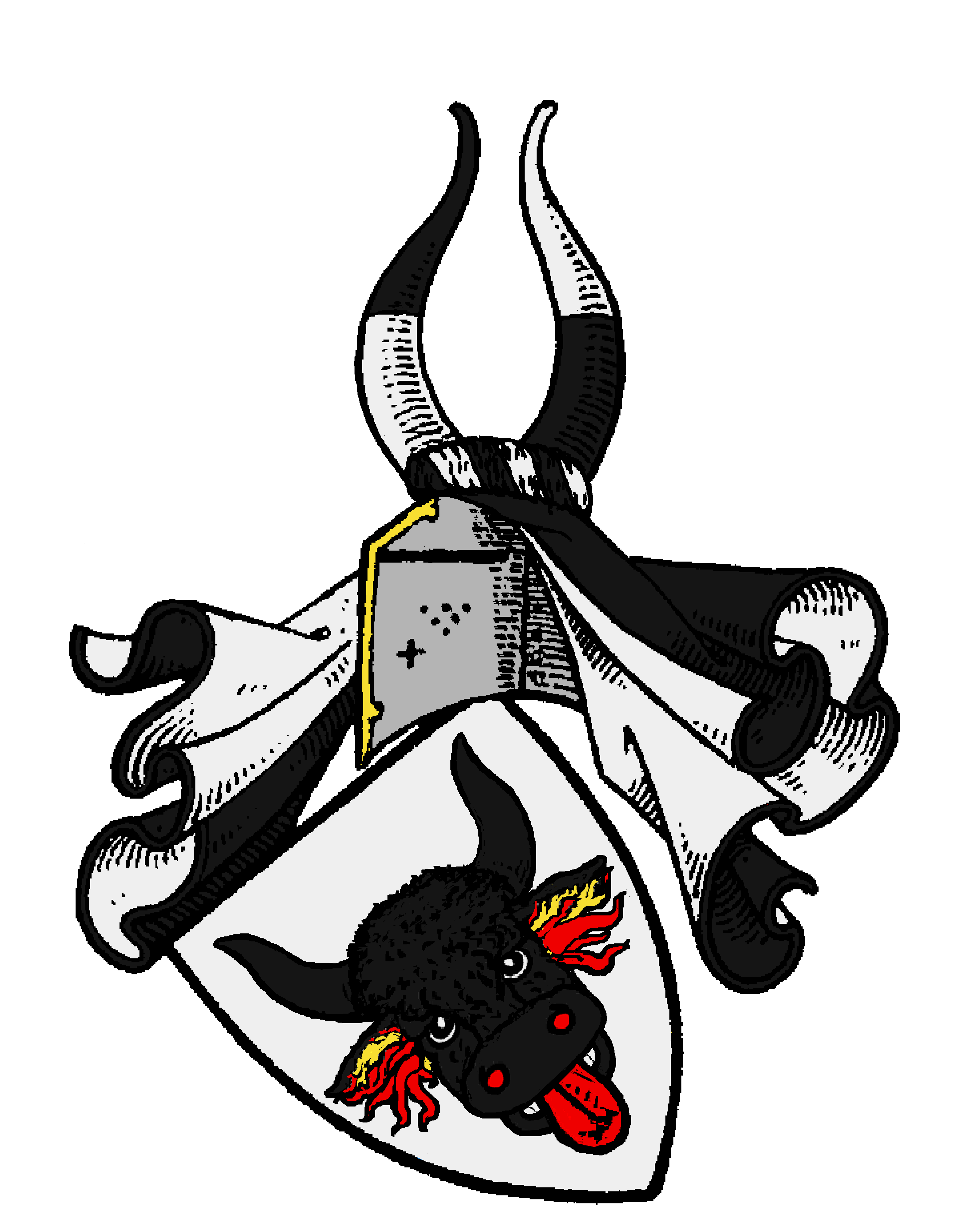
Weisbach
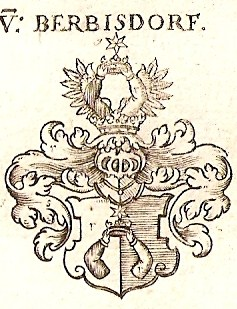
Berbisdorf
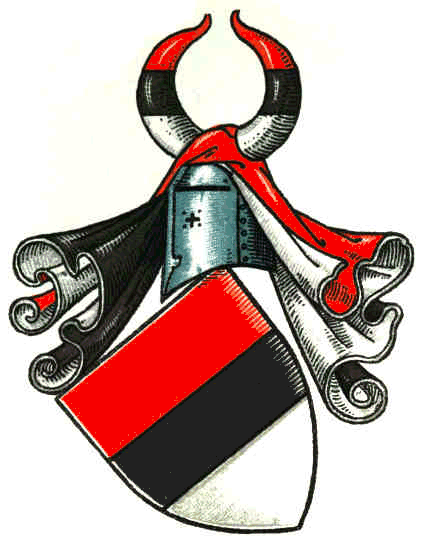
Schweinitz
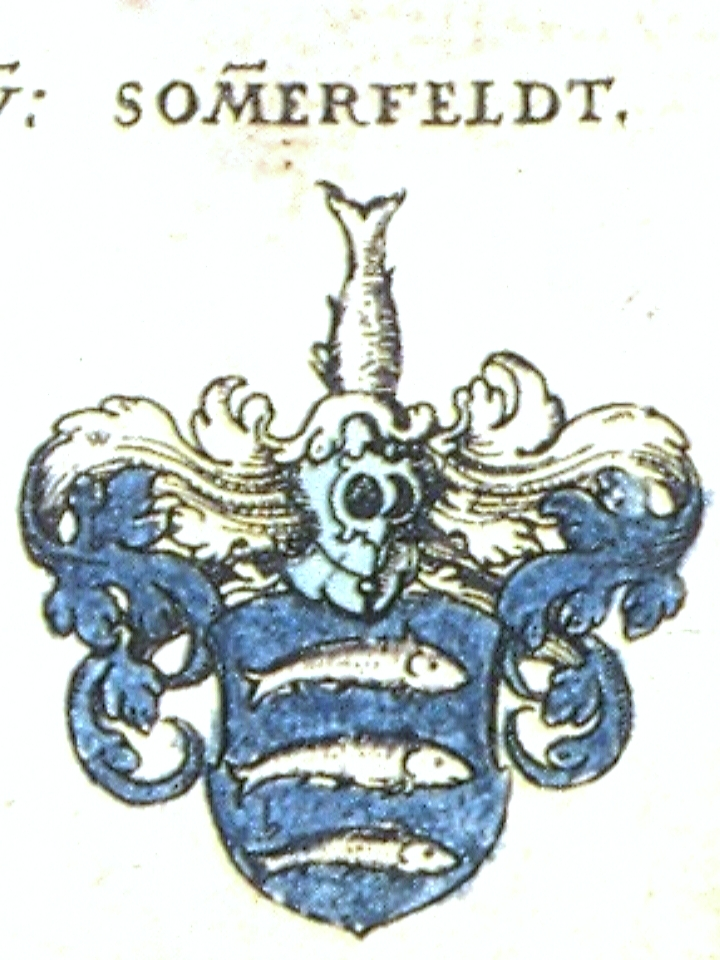
Sommerfeld
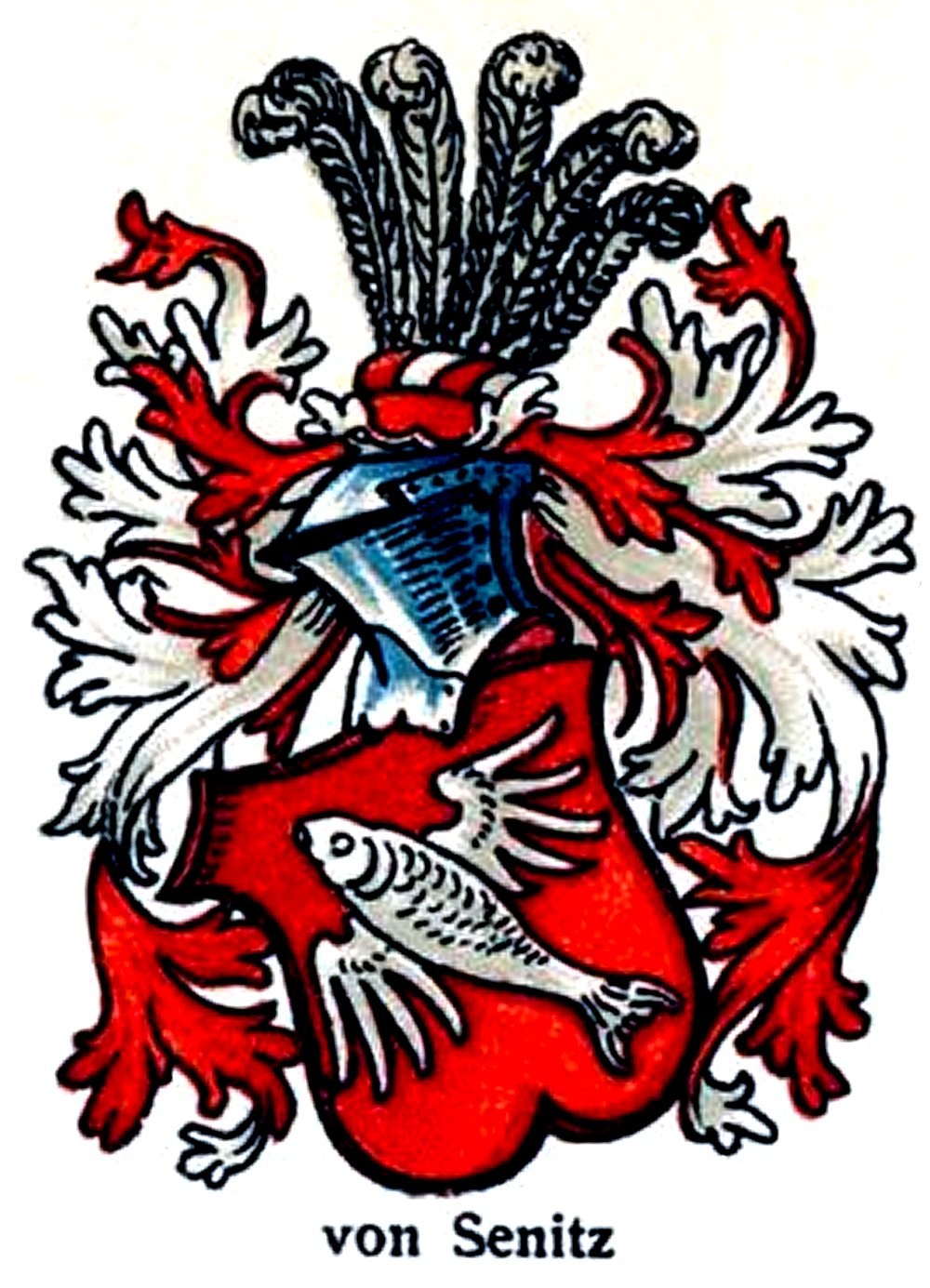
Senitz
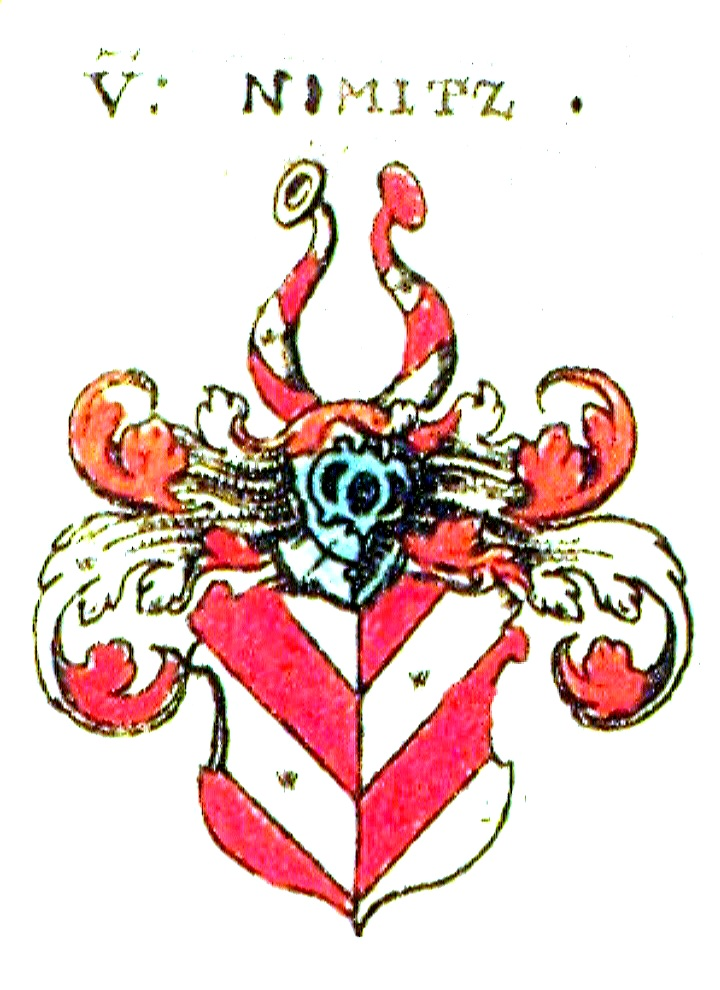
Niemitz
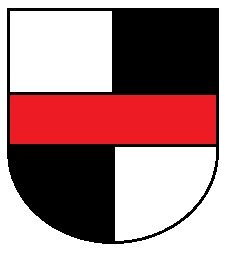
Tscheschaw